# Drużynowe mistrzostwa Ukrainy w szachach
Drużynowe mistrzostwa Ukrainy w szachach – drużynowe rozgrywki szachowe na Ukrainie, organizowane przez Federaciję szachiw Ukrajiny. Zwycięzca rozgrywek zostaje mistrzem Ukrainy. Mistrzostwa odbywają się od 1993 roku.

## Historia
Mistrzostwa odbywają się od 1993 roku, a pierwszym mistrzem została Ukrajina Charków. Większość edycji odbywała się systemem każdy z każdym, w kilku sezonach organizowano rozgrywki systemem szwajcarskim, zaś w 2009 roku wyłaniano drużyny awansujące do grupy finałowej. Cechą charakterystyczną mistrzostw jest absencja czołowych ukraińskich arcymistrzów, jak Rusłan Ponomariow, Wasyl Iwanczuk i Andrij Wołokitin.

## Medaliści
| Sezon | 1. miejsce                   | 2. miejsce                          | 3. miejsce                          | Źródło |
| ----- | ---------------------------- | ----------------------------------- | ----------------------------------- | ------ |
| 1993  | Ukrajina Charków             | Garant-Donbas Ałczewsk              | OSK-Phoenix Dniepropetrowsk         | [ 3 ]  |
| 1994  | Donbas Ałczewsk              | M. Czigorin SzK Ałuszta             | Awtozaz Zaporoże                    | [ 4 ]  |
| 1995  | Donbas Ałczewsk              | Awtozaz Zaporoże                    | Mrija Kyjiwska Szkoła Hrosmejsteriw | [ 5 ]  |
| 1996  | Donbas Ałczewsk              | Mrija Kyjiwska Szkoła Hrosmejsteriw | M. Czigorin SzK Ałuszta             | [ 6 ]  |
| 1997  | Donbas Ałczewsk              | Jurydyczna akademіja Charków        | Podilla Chmielnicki                 | [ 7 ]  |
| 1998  | Danko-Donbas Ałczewsk        | Mrija Kyjiwska Szkoła Hrosmejsteriw | Tawrija Chersoń                     | [ 8 ]  |
| 1999  | Danko-Donbas Ałczewsk        | Jurydyczna akademіja Charków        | Donećka obłast´                     | [ 9 ]  |
| 2000  | Jurydyczna akademіja Charków | Danko-Donbas Ałczewsk               | DOSzK Kramatorsk                    | [ 10 ] |
| 2001  | Danko-Donbas Donieck         | Mrija Kyjiwska Szkoła Hrosmejsteriw | Jurydyczna akademіja Charków        | [ 11 ] |
| 2002  | Hrosmejster-1 Kramatorsk     | Karpattia-Galicija-1 Lwów           | Danko-Donbas Donieck                | [ 12 ] |
| 2004  | Jurydyczna akademіja Charków | Donbas Ługańsk                      | SzK LNU Lwów                        | [ 13 ] |
| 2005  | Jurydyczna akademіja Charków | SzK LNU Lwów                        | Rodowid Krym                        | [ 14 ] |
| 2006  | SzK LNU Lwów                 | Jurydyczna akademіja Charków        | TUN Symferopol                      | [ 15 ] |
| 2007  | Keystone Kijów               | SzK LNU Lwów                        | TUN Symferopol                      | [ 16 ] |
| 2008  | PVK-Kievchess Kijów          | Jurydyczna akademіja Charków        | SzK LNU Lwów                        | [ 17 ] |
| 2009  | PVK-Kievchess Kijów          | PGMB Charków                        | Jurydyczna akademіja Charków        | [ 18 ] |
| 2010  | A DAN DZO & PGMB Czernihów   | Riwnenśki lіsowi zubry              | Jurydyczna akademіja Charków        | [ 19 ] |
| 2011  | A DAN DZO & PGMB Czernihów   | Jurydyczna akademіja Charków        | Podilla Chmielnicki                 | [ 20 ] |
| 2012  | Jurydyczna akademіja Charków | MMM Symferopol                      | MSzK Mikołajów                      | [ 21 ] |
| 2013  | Jurydyczna akademіja Charków | Bratstwo Kijów                      | Awanhard Kijów                      | [ 22 ] |
| 2014  | Absoljut Tarnopol            | Szachowa akademija Illicziwśk       | KDJuSSz Odessa                      | [ 23 ] |
| 2015  | Jurydyczna akademіja Charków | MSzK Mikołajów                      | Szachowa akademija Illicziwśk       | [ 24 ] |
| 2016  | Winnicki Wowki               | Jurydyczna akademіja Charków        | Szachowa akademija Czarnomorsk      | [ 25 ] |
| 2017  | Jurydyczna akademіja Charków | Winnicki Welety                     | reprezentacja Ukrainy (młodzież)    | [ 26 ] |
| 2018  | Federacija szachiw Kijewa    | Krywbas Krzywy Róg                  | Jurydyczna akademіja Charków        | [ 27 ] |
| 2019  | Jurydyczna akademіja Charków | FSzK-FSzD Kijów-Dnipro              | Winnicki Wowki                      | [ 28 ] |
| 2021  | Jurydyczna akademіja Charków | Bank Lwów                           | Czerniwci zubr                      | [ 29 ] |
| 2023  | Federacija szachiw Dnipra    | Winnica                             | Winnicka szachowa szkoła            | [ 30 ] |
| 2025  | Winnicki Wowki               | Bank Wostok Odessa                  | Winnicka szachowa szkoła            | [ 31 ] |